# Phaius wenshanensis
Phaius wenshanensis là một loài thực vật có hoa trong họ Lan. Loài này được F.Y.Liu miêu tả khoa học đầu tiên năm 1991.